# J.C. MacKenzie

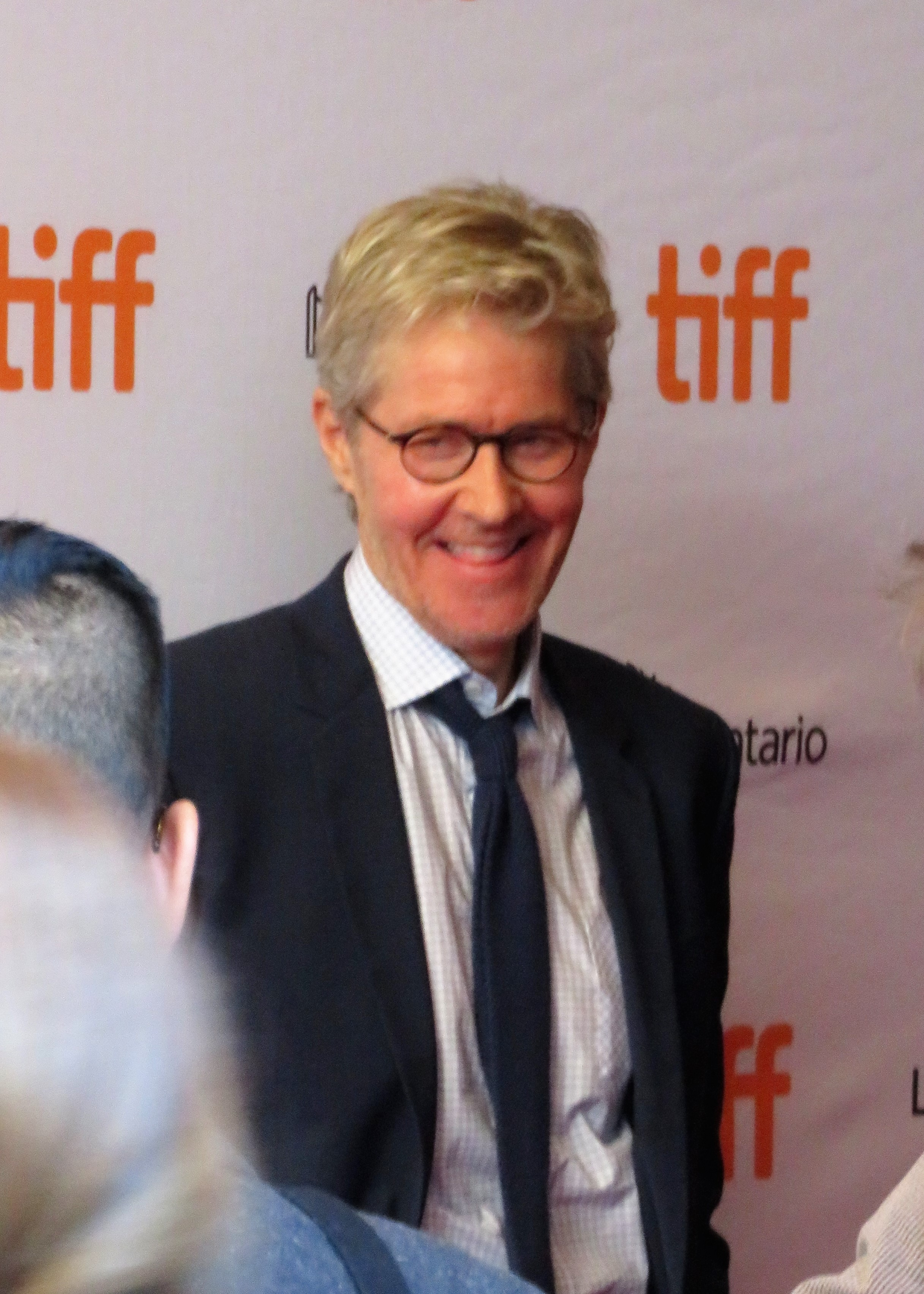
J.C. MacKenzie

John Charles 'J.C.' MacKenzie (Peterborough, 17 oktober 1970) is een Canadees-Amerikaans acteur.

## Biografie
MacKenzie is een zoon van een apotheker en een verpleegster, en werd geboren in Peterborough maar groeide op in Ottawa in een gezin van vier jongens. MacKenzie heeft gestudeerd aan de Concordia-universiteit in Montréal en aan de London Academy of Music and Dramatic Art in Londen. Voordat hij ging acteren op televisie werkte hij een aantal jaren als acteur in lokale theaters in Canada.
MacKenzie woont samen in Los Angeles en heeft een zoon.

## Filmografie

### Films
Uitgezonderd korte films.
- 2023 American Fiction - als Carl Brunt
- 2023 Killers of the Flower Moon - als radio-omroeper
- 2022 Somewhere in Queens - als mr. Mack
- 2020 The Trial of the Chicago 7 - als Thomas Foran
- 2020 Target Number One - als Arthur
- 2020 The Hunt - als Paul
- 2019 The Irishman - als aanklager Jimmy Neal
- 2019 Share - als Mickey
- 2018 Can't Have You - als Ian
- 2017 Molly's Game - als Harrison Wellstone
- 2013 The Wolf of Wall Street – als Lucas Solomon
- 2012 Commencement – als senator Paul Wesker
- 2012 For the Love of Money – als mr. Phillips
- 2009 Mu One and Only – als Torn
- 2008 The Day the Earth Stood Still – als Grossman
- 2008 Mad Money – als Richard Mandelbrot
- 2006 The Return – als Griff
- 2006 The Departed – als makelaar
- 2006 Gospel of Deceit – als Ted Wendell
- 2004 The Aviator – als Ludlow
- 2004 The Assassination of Richard Nixon – als co-piloot
- 2002 The Pact – als Jordan
- 2001 Final – als Todd
- 2000 What Planet Are You From? – als John
- 2000 Perfect Murder, Perfect Town: JonBenét and the City of Boulder – als Trip Demuth
- 1999 Happy Face Murders – als Ed Baker
- 1998 He Got Game – als dr. Cone
- 1998 The Pentagon Wars – als Jones
- 1997 Murder One: Diary of a Serial Killer – als Arnold Spivak
- 1995 Clockers – als Frank
- 1995 Heavy – als gasman
- 1994 Rave Review – als John
- 1994 Normandy: The Great Crusade – als Geoffrey Donald Corry (stem)
- 1991 Deadly Medicine – als dr. Jim Vale
- 1991 Dutch – als Mike Malloy
- 1985 Perry Mason Returns – als klant benzinestation

### Televisieseries
Uitgezonderd eenmalige gastrollen.
- 2017 - 2024 Law & Order: Special Victims Unit - als Richard Pace - 3 afl.
- 2022 Gaslit - als Howard Hunt - 5 afl.
- 2022 The Girl from Plainville - als rechter Moniz - 4 afl.
- 2020 October Faction - als Fred Allen - 10 afl.
- 2016 - 2017 Madam Secretary - als gouverneur Sam Evans - 8 afl.
- 2016 Vinyl - als Skip Fontaine - 10 afl.
- 2014 - 2015 Hemlock Grove - als dr. Arnold Spivak - 6 afl.
- 2010 Gigantic – als Gary Ritter – 5 afl.
- 2005 – 2010 Law & Order: Special Victims Unit – als Brian Ackerman – 2 afl.
- 2004 – 2008 The Shield – als rechercheur Kouf – 3 afl.
- 2000 – 2002 Dark Angel – als Reagan "Normal" Ronald - 42 afl.
- 1998 The Practice – als dr. Fred Spivak – 3 afl.
- 1995 – 1997 Murder One – als Arnold Spivak – 41 afl.

- Library of Congress Control Number: no2008126056
- SNAC: w6dd0h9x
- Virtual International Authority File: 39197205
- WorldCat: E39PBJjmWVHcmP4B6yxhcwCxXd